# Nikollë II Dukagjini
Nikollë II Dukagjini was een Albanese prins uit het adellijk geslacht Dukagjini. De dynastie heerste over het vorstendom Dukagjini in noord-Albanië. Vanaf 1444 was Nikollë medeheerser van het gebied nadat hij en zijn broer Lekë III de heerschappijen van hun vader Pal II Dukagjini erfden.

## Biografie
Nikollë II was een zoon van vorst Pal II Dukagjini. Hij was getrouwd met prinses Chiranna, een telg uit de Arianiti-dynastie. Ze hadden een kind genaamd Progon.
Nikollë II vocht gedurende eind middeleeuwen mee aan de anti-Ottomaanse rebellie van de Liga van Lezhë. Shkodër, een belangrijke stad voor de Dukagjini's werd met succes verdedigd door de Liga van Lezhë na meerdere mislukte belegeringen van het Ottomaanse leger. Op 25 januari 1479 ondertekende de Republiek Venetië echter een verdrag met het Ottomaanse Rijk waarna de stad Shkodër onder Ottomaans heerschappij viel. Nikollë II Dukagjini ontvluchtte de stad. 
Na de dood van sultan Mehmet II in 1481 keerde hij terug naar Albanië, waar de Liga van Lezhë al was gevallen en Albanië volledig onder Ottomaanse heerschappij was gevallen. De Dukagjini's probeerden het noorden van Albanië, zonder succes, te bevrijden van de Ottomanen.
Nikollë zijn zoon Progon begon hierna ook een rebellie tegen het Ottomaanse Rijk. Deze eindigde in een wapenstilstand nadat de Ottomanen hem een heerschappij in noord-Albanië, als vazal, gaven. Progon had de titel van pasja.